# Krasnoïe (khoutor, raïon de Kouchtchiovskaïa)
Pour les articles homonymes, voir Krasnoïe.
Krasnoïe (russe : Красное) est un khoutor situé dans le raïon de Kouchtchiovskaïa, dans le kraï de Krasnodar, en Russie.